# تيموثي إنديكوت
تيموثي إنديكوت هو فيلسوف كندي، ولد في 1960.